# چوکا
چوکا (به صربی: Čoka) یک شهرستان در صربستان است که در ناحیه بانات شمالی واقع شده‌است. چوکا ۴٬۰۲۸ نفر جمعیت دارد و ۸۱ متر بالاتر از سطح دریا واقع شده‌است.

## خواهرخوانده
شهر دتا خواهرخواندهٔ چوکا هست.